# Balatonfelvidék
Balatonfelvidék (en húngaro Balatonfelvidéki borvidék) es una región vinícola de Hungría situada junto al lago Balatón. Está reconocida oficialmente como una de las 22 regiones vinícolas productoras de vino vcprd del país, y como tal es utilizada como denominación de origen. 
La superficie de viñedos ocupa una extensión de unas 1.500 ha. sobre suelos de caliza, lava basáltica y adobe.

## Variedades
- Recomendadas: Olasz rizling, Chardonnay, Furmint, Tramini, Rizlingszilváni, Szürkebarát, Zenit, Zöld veltelini, Kékoportó, Pinot noir, Zweigelt.
- Complementarias: Kéknyelû, Cserszegi fûszeres, Juhfark, Ottonel muskotály, Rajnai rizling, Sauvignon, Sárga muskotály, Cabernet franc, Cabernet sauvignon, Kékfrankos.